# 埃夫里塔尼亞州
埃夫里塔尼亞州（希臘語：Ευρυτανίας）是希臘中希臘大區西北部的一個旧州，位於品都斯山脈東麓。面積1,868.911平方公里，2005年人口34,855人。首府卡尔派尼西翁。
下分11市。